# Gérard Tolck
Gérald Tolck, né à Bévilard le 18 juillet 1943 et mort le 10 août 2005 est un artiste peintre, graveur, sculpteur et peintre muraliste suisse établi aux Fonges (Franches-Montagnes).

## Biographie
Il suit des études aux Beaux-Arts de Lausanne, puis il rejoint le groupe constructiviste Il Parametro à Milan.
Tout d'abord éditeur responsable du Détonateur et du Réveil anarchiste, il édite également les poèmes de Michel Seuphor et de Pierre-Louis Péclat. Il illustre Milakia de Pierre-Louis Péclat et A toi seule je dis oui de Hughes Richard.
A réalisé, notamment, une mosaïque à la Charbonnière (Roches) et une peinture murale sur la façade du bureau de poste de Saint-Ursanne.
Éditeur responsable du Détonateur et du journal Le Réveil anarchiste.
Membre fondateur du mouvement artistique lausannois Hanc. Membre créateur des Cahiers Noirs. Premier lauréat de la Fondation Lachat (1978).
Membre de l'Institut jurassien des sciences, des lettres et des arts (IJSLA).